# Общностна психология
Общностна психология изучава индивидуалните контексти в общностите и обществото като цяло, и отношенията индивид – общности и общество. Психолозите в тази област изучават във връзка с това качеството на живот на индивидите, общностите и обществото като цяло. Тяхната цел е да направят качеството на живот по-добро, чрез изследвания в тази област и приложение на определените психологически общностни принципи.
Общностната психология ползва различни перспективи в и извън психологията, за да адресира проблемите в общностите, както и отношенията вътре в тях, и индивидуалните поведенчески модели, свързани с тях.
Свързани с тази дисциплина са екологичната психология, психология на средата, психология на различните култури, социална психология, политология, публично здраве, социология, социална работа и общностно развитие.